# Alpes Thụy Sĩ

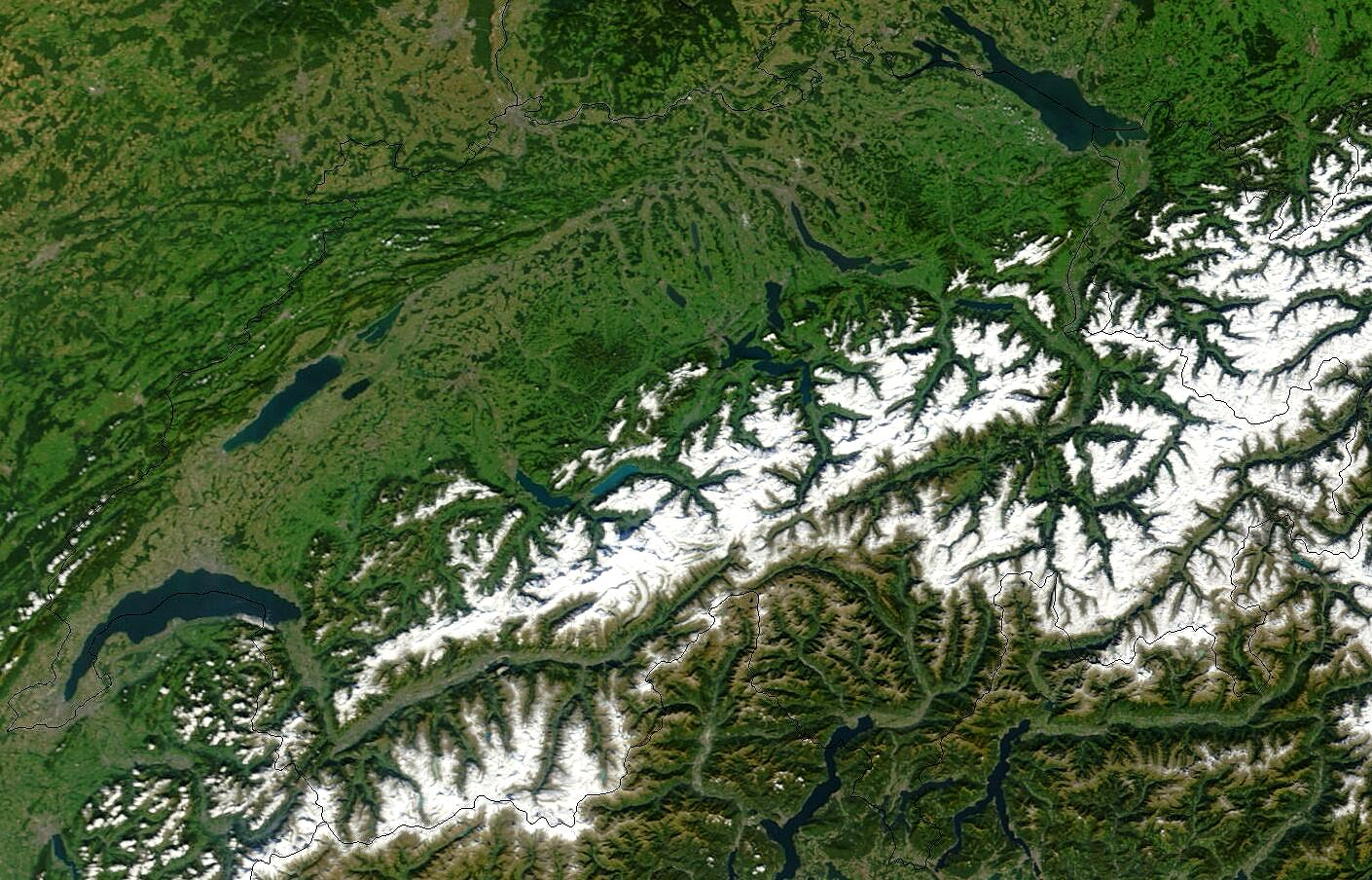
Hình ảnh vệ tinh của dãy núi vào năm 2002.

Alpes Thụy Sĩ (tiếng Đức: Schweizer Alpen, tiếng Pháp: Alpes Suisses, tiếng Ý: Alpi svizzere, tiếng Romansh: Alps svizras) là một phần của dãy núi Alpes nhưng phạm vi nằm trong Thụy Sĩ. Vì vị trí trung tâm của nó trong toàn bộ phạm vi dãy Alpes, nên dãy núi này cũng được biết đến như là dãy núi Alpes trung tâm. Đỉnh núi cao nhất trong dãy núi là Monte Rosa (4,634 mét) gần biên giới giữa Thụy Sĩ-Ý. Đỉnh núi cao nhất nằm hoàn toàn trên lãnh thổ Thụy Sĩ là Dom (4,545 mét).

## Địa lý
Dãy núi Alpes chiếm khoảng 65% diện tích của nước Thụy Sĩ (41.285 km²), khiến nước này trở thành một trong những nước có nhiều đồi núi nhất. Mặc dù nước Thụy Sĩ chỉ bao gồm 14% tổng số diện tích của dãy núi Alpes (192.753 km²), nhiều đỉnh núi cao trên 4000 m (48 trong số 82) nằm trong dãy núi Alpes Thụy Sĩ và những đỉnh núi còn lại chỉ cách biên giới Thụy Sĩ trong vòng 20 km.